# Matti Väisänen (biskop)
Matti Väisänen, född i Jockas i Savolax 1934, är en finländsk präst och teologie doktor.  Han var  mellan 2010 och 2013 Missionsprovinsens biträdande biskop för Finland.
År 1964 prästvigdes han för Evangelisk-lutherska kyrkan i Finland. Han engagerade sig i den nypietistiska Folkmissionen och var dess generalsekreterare 1967–1995. År 2008 disputerade han i teologi i Helsingfors på en avhandling om dopet.
Den 20 mars 2010 vigdes han i Helsingfors till biträdande biskop i Missionsprovinsen med ansvar för Finland. Den 11 augusti fråntogs han rätten att utöva prästämbetet inom Evangelisk-lutherska kyrkan i Finland av Tammerfors stifts domkapitel.
Mellan 2010 och 2013 var han Missionsprovinsens biträdande biskop för Finland. År 2013 vigde han Risto Soramies till biskop för det nygrundade Evangelisk-lutherska missionsstiftet i Finland.